# Slave to the Rhythm (Michael Jackson)
Slave to the Rhythm è una canzone del cantante statunitense Michael Jackson registrata tra il 1989 e il 1991 e pubblicata quasi 5 anni dopo la sua morte, l'8 maggio 2014 sull'album postumo Xscape.

## Il brano
La canzone è stata prodotta, scritta e registrata da Michael Jackson, L.A. Reid e Babyface tra il 1989 e il 1991 durante le sessioni per l'album Dangerous, ma non ha trovato lo spazio per essere inclusa nella tracklist definitiva e venne pertanto scartata.
Dopo la morte di Michael Jackson il 25 giugno 2009, la canzone è trapelata on line in una delle diverse versioni demo realizzate dall'artista negli anni, che non l'aveva mai ultimata. Era stata inizialmente opzionata per il primo album postumo di Jackson, intitolato Michael (2010), ma in seguito venne nuovamente scartata.
Nel febbraio 2014 la Sony Music e l'Estate di Michael Jackson hanno annunciato una partnership con la Sony Mobile, che ha visto l'uscita di un annuncio che incorporava una nuova versione della canzone, che è stata confermata come uno dei pezzi che avrebbero fatto parte del secondo album postumo Xscape; la versione rielaborata del brano è stata prodotta dai produttori Timbaland e J-Roc. La pubblicità è stata utilizzata per il cellulare Xperia Z2. Sia Xperia Z2 che M2 contenevano la canzone al loro interno.
La canzone nella sua nuova versione rielaborata è stata inclusa sia nella versione standard che in quella deluxe dell'album Xscape, mentre la versione demo del pezzo, così come lasciata da Michael Jackson, si poteva trovare solo nella versione deluxe dell'album.
Nel 2013 venne diffusa su internet una nuova versione del brano in duettro tra Michael Jackson e Justin Bieber. Sembra che Bieber registrò la sua parte intorno al 2010 grazie al permesso dei produttori del brano e della famiglia Jackson. Il brano fu scartato dalla versione definitiva dell'album Xscape poiché già noto.

## Esibizione "live" e video musicale
Il 18 maggio 2014, per promuovere l'album Xscape, venne organizzata una speciale "performance virtuale postuma" di Michael Jackson che interpretava Slave to the Rhythm ai Billboard Music Awards 2014, dove Xscape venne premiato come "Miglior album R&B/Soul dell'anno". Tramite un effetto speciale ottico, confuso da molti come un "ologramma" mentre invece si trattava di un vecchio effetto speciale utilizzato già dal XVI secolo da vari illusionisti e spiritisti conosciuto come il "Fantasma di Pepper" (meglio conosciuto col suo nome inglese, Pepper's Ghost).
Un Jackson virtuale venne proiettato su di una lastra di vetro invisibile inclinata a 45° sul palco dando così l'illusione che l'artista defunto si muovesse su un palco reale. Attraverso la stessa tecnica, anche lo sfondo venne modificato, dando l'illusione che l'artista ballasse su di uno sfondo mutabile all'interno di un ambiente astratto accompagnato sia da ballerini reali che da altri proiettati anch'essi con l'effetto ottico. Tale performance è stata coreografata dai fratelli Talauega, che avevano partecipato come ballerini di Michael Jackson durante l'HIStory World Tour.
L'effetto non è stato ritenuto molto riuscito da molti fans e critici che hanno subito notato che l'ologramma non fosse stato ben realizzato, sostenendo che fosse in realtà un imitatore non particolarmente somigliante nei movimenti al quale venne applicato in post produzione un viso di Michael Jackson in CGI, anche quest'ultimo poco somigliante al cantante
Dato l'interesse suscitato dall'evento, l'esibizione è stata caricato sul canale VEVO di Michael Jackson come video ufficiale per la canzone Slave to the Rhythm, che però non è mai stata pubblicata come singolo.